# Srí Lanka-i mórok
A Srí Lanka-i, más néven ceyloni mórok (tamilul: இலங்கைச் சோனகர், szingalézül: ලංකා යෝනක) Srí Lanka egyik népcsoportja. Anyanyelvük a tamil, a szingalézt általában második nyelvükként beszélik. A 2012-es népszámlálás alapján lélekszámuk 1 869 820 fő volt, amivel az ország lakosságának 9,2%-át tették ki. A népesség szinte teljes egésze a szunnita iszlám vallás Shaf'i iskolájának követője. Nem alkotnak egy egybefüggő etnikai blokkot Srí Lankán, legtöbben a keleti és az északnyugati partvidéken, valamint a nagyvárosokban élnek. A népcsoport a legnépesebb az országban élő három muszlim közösség közül, a másik kettőt a Srí Lanka-i malájok és a mára alapvetően asszimilálódott indiai mórok alkotják. A szigetország zászlaján a zöld sáv jelképezi a mórokat.

## Nevük
A szigetre érkező portugál gyarmatosítók az itt élő muszlimokra összefoglalóan a Mouros kifejezéssel hivatkoztak, az anyaországukban élő mohamedán népesség, a mórok után. A közösség neve tamilul sonakar, szingalézül pedig yonaka, mindkét elnevezés a yona kifejezésből származik, amellyel Indiában hagyományosan a görögöket, néhány esetben pedig az arabokat és a többi Nyugat-ázsiai népet jelölték meg.

## Történelem

### Középkor
A középkor folyamán arab kereskedők rendszeresen utaztak végig az indiai partvidéken és a férfiak ott tartózkodásuk alatt gyakran házasságot kötöttek helyi nőkkel. A vegyesházasságok eredményeként az évszázadok során számos arab-indiai kevert kultúrájú, muszlim vallású közösség jött létre India délnyugati partjai mentén, ezeket a csoportokat összefoglaló néven marakkaroknak nevezik, közéjük tartoznak a Srí Lanka-i mórok is. A 15. századtól kezdve a régió portugál, majd később más gyarmatosító hatalmak befolyási övezetébe került, így megszűnt a kapcsolat a Közel-Kelettel. Ennek ellenére az indiai szubkontinens muszlim csoportjai között továbbra is fennmaradt a szoros kapcsolat, ennek is köszönhető, hogy a mórok szokásaikat tekintve máig közeli rokoni kapcsolatban állnak a többi marakkar néppel, például a Tamilnádu és Kerala államban élő rowtherekkel és mappilákkal, valamint a Mahárástrában élő memonokkal. A marakkar rokonságra utal a név családnévként való elterjedt használata is a népcsoport körében. A gyarmatosítás előtt a kereskedelemből élő, városokban élő mórok élesen elkülönültek a sziget többségi rurális lakosságától, de sohasem alkottak önálló országot. Amikor a portugálok elfoglalták az akkoriban főként muszlim lakosságú Colombót, kiűzték a mórokat, közülük sokan a még független Kandi Királyság meghívására a sziget keleti partján telepedtek le. 1915-ben a szingaléz buddhisták az egész szigetre kiterjedő pogromot indítottak a muszlimok ellen, amely annyira elfajult, hogy a brit gyarmati hadseregnek kellett levernie.

### Modern Srí Lanka

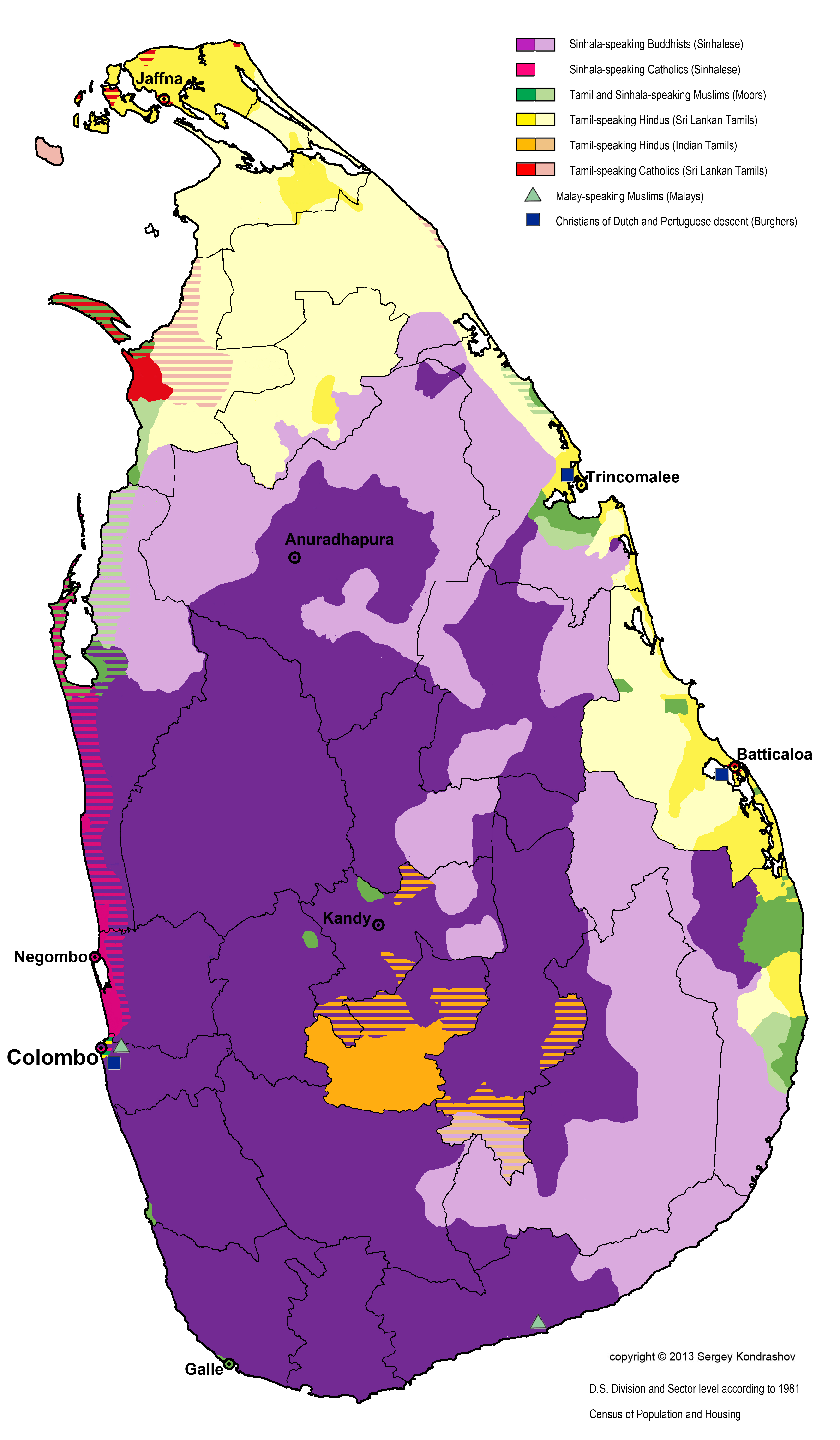
A Srí Lanka-i népcsoportok 1981-ben, zöld színnel jelölve a mór többségű területek

Srí Lanka függetlenség utáni történelmét a két legnagyobb népcsoport, a buddhista szingalézek és a hindu tamilok közötti konfliktus határozta meg és ennek hatásait a muszlimok sem tudták elkerülni. A többségi buddhista kormányzat elnyomó intézkedéseire válaszul a tamilok az 1983 és 2009 között fegyveres felkelést folytattak és a Tamil Ílam elnevezésű szeparatista államot szerették volna létrehozni, elszakadva a szingalézektől. 1990-ben a Tamil Ílam Felszabadító Tigrisei nevű militáns szervezet az északi Jaffna-félszigeten etnikai tisztogatásokat hajtott végre és a fegyveresek az egész muszlim lakosságot elüldözték a sziget északi részéről. A szervezet vezetője, Vellupillai Prabhakaran 2002-ben nyilvánosan bocsánatot kért a mórok ellen elkövetett bűncselekményekért és a polgárháború vége után sok muszlim visszatérhetett az otthonába. A fenyegetésekre válaszul egységesebbé vált a mórok politikai érdekképviselete, 1981-ben létrejött pártjuk, a Srí Lanka-i Muszlim Kongresszus.

## Vallás

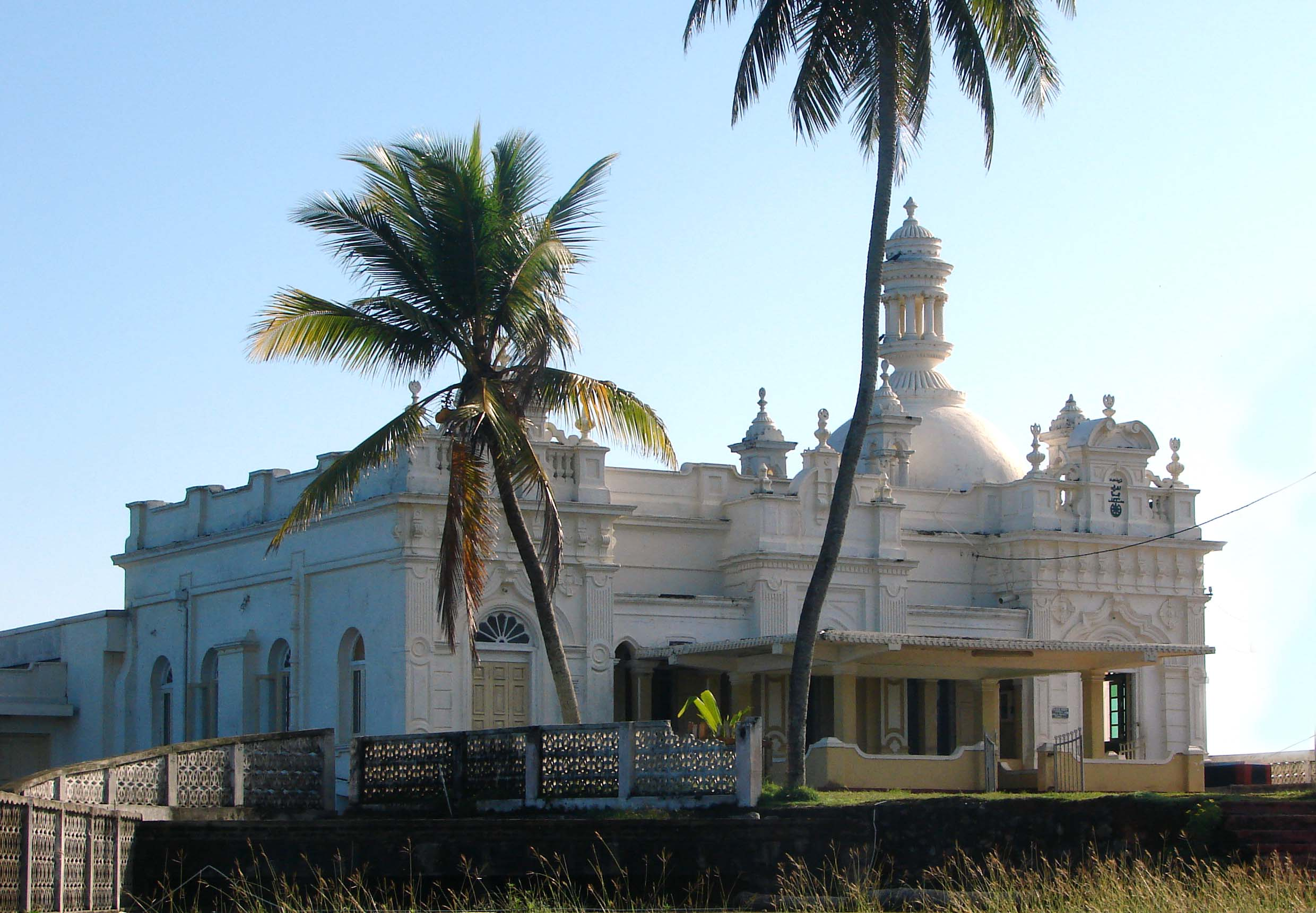
A Ketchimalai mecset Beruwalában

Hagyományosan a Srí Lanka-i muszlimok körében elterjedt a szúfizmus, tehát az iszlámhoz kapcsolódó misztika és ezotéria. Nagyon jelentős szereppel bír a qadari rend, amely egy 11. századi szent, Shaykh Mohideen Abdul Qadr Jailani tanításait követi. Ehhez a rendhez kapcsolódik a 20. század eleje óta a sziget déli részén évente megtartott Burdha kanduri elnevezésű ünnepség, amelynek során a Próféta egy Srí Lankán élő leszármazottja (a Maulana) körbe járja a muszlim falvakat. A Maulanának a helyiek gyógyító erőt tulajdonítanak és hisznek abban, hogy megvédi őket az aszálytól és az egyéb természeti csapásoktól. A 8 napos ünnepségsorozat utolsó napján több száz állatot áldoznak fel és nagy fesztivált rendeznek, ahová sok buddhista szingaléz is ellátogat. Fontos szerepet kapnak a zarándoklatok, Mekka mellett fontos célpontnak számít az indiai Nagoorban található szúfi kegyhely, ahol egy szent, Shahul Hameed sírja található.
A 21. században sok mór utazott vendégmunkásként a gazdag arab országokba, és a hazatérők magukkal hozták az ottani irányzatokat. A gazdagabbá váló családok egyre gyakrabban engedhetik meg maguknak a zarándoklatot Mekkába és az interneten keresztül is egyre nagyobb hatást gyakorol a Srí Lanka-i muszlimokra a határokon átnyúló globális iszlám közösség, az ummah. A fiatal és elsősorban városi nők között elkezdett elterjedni a hidzsáb és az abaja viselése a szári helyett és az arab öltözék és a szakáll is divatossá vált a férfiaknál. A modernizáció részeként elterjedtek az arab stílusban épült mecsetek. Az új irányzatok hívei gyanakodva tekintenek a szúfi tradíciókra, különösen azokra az ünnepségekre, amelyeken hinduk és buddhisták is részt vesznek. Néhány esetben nyílt erőszakig fajult a törés, 2004-ben például Kattankudyban és Maruthamunaiban a modernisták szúfi prédikátorokat támadtak meg és szent sírokat dúltak fel.

## Nyelv
A Srí Lanka-i mórok nem rendelkeznek önálló nyelvvel, legtöbbük anyanyelve a tamil. Mivel hagyományosan kereskedelemből élnek, fontos szerepe van az idegennyelv-tudásnak, ennek köszönhetően szinte mindenki beszél szingalézül is.

## Kultúra
A csoport szokásaiban keverednek a Srí Lanka-i és arab elemek, a szigetországra jellemző például a mangala sutra elnevezésű nyaklánc viselése és a szingalézekhez és tamilokhoz hasonlóan fő fogásuk a kókuszdiótejjel készített rizs, a kiribat. Hagyományosan a házasságok is a dravida minta szerint köttetnek, gyakoriak az érdekházasságok unokatestvérek között, különösen a vagyonos családoknál. Az arab örökségre utal például a nagy közös tál (sahn) használata étkezéskor.